# Cyclophora gyrata
Cyclophora gyrata là một loài bướm đêm trong họ Geometridae.